# Peter Høeg
Peter Høeg, född 17 maj 1957 i Köpenhamn, är en dansk författare.
Høeg har studerat litteraturvetenskap vid Köpenhamns universitet. Därefter har han arbetat som bland annat idrottslärare och dansare.
Høeg debuterade 1988 med Forestilling om det tyvende århundrede (Föreställning om det 20:e århundradet, 1989). I Danmark ges hans böcker ut på förlaget Rosinante, och i Sverige av Norstedts förlag. Peter Høegs böcker säljs i 33 länder världen över. All royalty för boken Kvinnan och apan skänker Peter Høeg till en fond som ska hjälpa kvinnor och barn i tredje världen.
Peter Høeg har vunnit ett flertal priser. Hans roman Fröken Smillas känsla för snö vann bland annat Glasnyckeln 1993 och andra pris i Deutsches Krimi Preis 1995 samt CWA Silver Dagger 1994. Den filmatiserades 1997 av Bille August.